# 김기희
김기희(金基熙, 1989년 7월 13일 ~ )는 대한민국의 축구 선수로 현재 미국 메이저 리그 사커의 시애틀 사운더스에서 센터백, 오른쪽 풀백, 수비형 미드필더로 활동 중이며 2012년 하계 올림픽 동메달리스트이다.

## 클럽 경력
어린 시절 홀어머니를 모시고 어려운 환경에서 자란 김기희는 2011년 대구 FC에 입단, 3월 5일 광주 FC와의 리그 원정 경기(3 – 2, 광주 승)에서 프로 무대에 데뷔하였다. 입단 첫 해 수비형 미드필더로 활약하였으나 주전 센터백이었던 이상덕이 K리그 승부조작 사건으로 방출당하자 그 공백을 메우기 위해 센터백으로 포지션을 변경하였다. 입단 첫 해에는 12경기에 출전했다.
2012년 3월 31일 전북 현대 모터스와의 K리그경기에서 후반 추가시간 데뷔골을 성공시켰다. 이 골로 팀은 전북에 3-2 역전승을 거뒀다.
올림픽이 끝난 후 9월 24일 카타르 스타스 리그 팀 알사일리야로 임대되었다. 이 때 울리 슈틸리케 감독과 함께하였다.
임대 기간 종료를 앞두고 대구 FC에서는 런던 올림픽 이후 주가가 오르게 되면서 2013년 초부터 시즌 중 완전 이적을 추진하게 되었고, 윤빛가람의 경우처럼 김기희 본인도 모르게 아무런 동의 없이 대구 FC가 7월 여름 이적 시장에서 전북 현대 모터스에 이적료 10억 원 이상의 조건으로 이적시키기로 합의한 사실이 드러나 논란이 일었다. 논란이 일어난 후 전북 이적에 완전히 합의했다.
2016년 2월 18일 중국 슈퍼리그 상하이 선화로 K리그 역대 최다 이적료 기록을 경신하며 이적했다. 이적료는 6백만 달러이다. 이적 후, 상하이 선화를 중국 FA컵 우승을 이끌어냈다.
2018 시즌을 앞두고 MLS의 시애틀 사운더스에 입단했다. 그 후, 2019 시즌 시애틀의 메이저리그 사커 우승에 공헌했다.
시애틀과 계약 기간이 끝난 김기희는 2020 시즌을 앞두고, 울산 현대로 이적하면서 5년 만에 국내 무대로 복귀했다.
김기희는 6월 28일 K리그1 9라운드 전북과의 경기 중 김보경의 발목을 향하는 위험한 태클을 가하여 퇴장 당했고, 7월 9일에 상벌위원회에서 제재금 300만원의 징계를 받았다. 그 후, 김기희는 시즌 마지막 현대가 더비에서 전북의 바로우에게 치명적인 실수를 저질러 팀 패배의 원흉으로 지목되어 힘든 시간을 보냈지만, 아시아 챔피언스 리그에서는 상하이 선화를 상대로 1골을 기록하는 등 준수한 활약을 펼쳐 팀을 아시아 챔피언스리그 정상으로 이끌어냈다.
2023년 9월 16일 대전과의 경기를 앞두고 주장단이 변경됐는데, 김기희가 정승현 대신 정식 주장에 임명되면서 울산 현대의 제 21대 주장이 됐다.
30일에 있었던 포항과의 원정 경기에서 포항의 응원 관중을 자극하는 부적절한 행동으로 500만원 징계를 받았다.
2024 시즌에도 울산의 주장으로 연임하여 K리그 3연패를 달성에 일조하였으며, 시즌 후, 울산과 결별하여 MLS의 시애틀 사운더스로 이적하였다.

## 국가대표팀 경력
2011년 대한민국 올림픽 대표팀에 합류하였으나 한동안 선발되지 못하다가 2012년 6월 7일 화성에서 벌였던 시리아와의 평가전에서 2골을 기록했다. 런던 올림픽 대표팀 최종 명단에 합류하지 못하고 예비 명단에 들었으나 장현수가 연습경기 중 부상으로 하차하자 그를 대신하여 대표팀에 다시 합류했다. 런던 올림픽에서 출장하지 않았다가, 동메달 결정전이었던 일본전에서 후반 종료를 앞두고 수비 보강을 위해 구자철과 교체 출전하여 동메달을 받았다. 단 1초도 그라운드에서 뛰지 못하면 메달을 획득하여도 병역 특례를 받을 수 없었기 때문에, 수비 보강으로 일본전에 4분을 뛴 것을 두고 '4분 전역'이라는 말이 생기기도 했다.
2015년 7월 20일 발표된 2015 동아시안컵에 참가하는 대한민국 대표팀 최종 명단에 포함되었다.

## 대회 성적

### 클럽
전북 현대 모터스
- K리그1 : 우승 (2014, 2015), 3위 (2013)
- 코리아컵 : 준우승 (2013)

상하이 선화
- 중국 FA컵 : 우승 (2017)

시애틀 사운더스
- MLS컵 : 우승 (2019)

울산 HD
- K리그1 : 우승 (2022, 2023, 2024), 준우승 (2020, 2021)
- 코리아컵 : 준우승 (2020)
- AFC 챔피언스리그 엘리트 : 우승 (2020)

### 국가대표팀
대한민국 U-23
- 하계 올림픽 : 동메달 (2012)

대한민국
- EAFF E-1 풋볼 챔피언십 : 우승 (2015)

### 개인
- K리그1 베스트 11 : 2015, 2024